# Police Quest
Police Quest (o SWAT) es una serie de videojuegos de simulación policial producidos y publicados por Sierra On-Line entre 1987 y 1998. Los cinco primeros juegos fueron de aventuras, siendo Police Quest 1, 2 y 3 diseñados por el ex oficial de policía Jim Walls. Police Quest 4, 5 y 6 fueron diseñados por el exjefe de LAPD, Daryl F. Gates. Tanto SWAT como el juego de tácticas en tiempo real SWAT 2 todavía llevaban el nombre de Police Quest y estaban numerados como el quinto y sexto de la serie, respectivamente, aunque los títulos posteriores eliminarían el nombre, pasando a llamarse simplemente SWAT.

## Juegos

### Por Jim Walls (PQ 1–3)
"Siempre quisimos poner más en los juegos y nunca estuve completamente satisfecho con las interfaces de conducción. Sin embargo, la recompensa llegó con el correo de los fans. Cuando llegaron las cartas, con algunos de los niños diciendo que querían ser policías cuando crecieran, supimos que estábamos en el camino correcto."

Jim Walls, para USGamer
Los primeros tres juegos fueron producidos por el ex oficial de policía Jim Walls y siguen las aventuras de Sonny Bonds, un personaje cuyo nombre y apariencia se basaron libremente en su propio hijo, Sonny Walls. Jim Walls hace un cameo en cada juego, generalmente en la introducción.
Police Quest: In Pursuit of the Death Angel
Lanzado en 1987 usando el motor Sierra's Adventure Game Interpreter, Police Quest presenta al jugador como Sonny Bonds, un oficial de policía veterano de 15 años en la ciudad ficticia de Lytton, California. Asignado al servicio de tránsito, Sonny investiga lo que parece ser un simple accidente automovilístico, pero descubre que se trata de un homicidio. Relevado por su supervisor, el sargento Dooley, Sonny se toma un breve descanso para tomar café con un compañero oficial y regresa al trabajo. Da una citación por infracción de tráfico a un conductor, se enfrenta sin ayuda a una dura pandilla de motociclistas borrachos y realiza un arresto por manejo en estado de ebriedad. A medida que avanza el juego, aciende de oficial de patrulla a detective de narcóticos temporal, y ejerce de agente encubierto con la esperanza de rastrear a un traficante de drogas asesino llamado Jessie Bains, "El ángel de la muerte". Para encontrar a Jessie Bains, Sonny solicita la ayuda de su antigua novia de la secundaria, "Sweet Cheeks" Marie, que ahora trabaja como prostituta.
El juego es el más realista de los desarrollados por Sierra a fines de la década de 1980 en comparación con Leisure Suit Larry, King's Quest o Space Quest, y presenta muchos acertijos en los que se requiere un procedimiento policial adecuado para tener éxito.  Fue lanzado para MS-DOS, Apple II, Macintosh, Amiga, Atari ST y Apple IIGS. En 1992 se lanzó una nueva versión mejorada SCI1.1 en VGA de 256 colores , que también fue el primer juego lanzado en la serie que no presentaba callejones sin salida.
Police Quest: The Vengeance
Lanzado en 1988 y funcionando en el entonces actual Sierra's Creative Interpreter, el juego presenta una vez más al jugador como el oficial Sonny Bonds. Después de arrestar a Jessie Bains, Bonds es ascendido permanentemente a la división de homicidios. Comienza a salir con Marie Wilkans, quien lo ayudó en su trabajo encubierto a cambio de la desestimación de los cargos de prostitución en su contra como "Sweet Cheeks" Marie. Sin embargo, una sombra oscura se proyecta sobre la vida feliz de Sonny cuando Bains escapa de la prisión y busca venganza. Con la ayuda de su compañero Keith, Bonds debe proteger la vida de su novia y la suya propia mientras persigue al "Ángel de la Muerte" una vez más. A pesar de los esfuerzos de Sonny, Bains mata a varias personas involucradas en su arresto y secuestra a Marie. Sonny persigue a Bains hasta Steelton, el hogar actual de Donald Colby, un traficante de drogas reformado del Police Quest original .
Police Quest II es notablemente más "maduro" que el primer título de la serie y se basa mucho más en el procedimiento adecuado. El hecho de no mantener adecuadamente el arma de fuego de Sonny en varios puntos a lo largo del juego hará que funcione mal o falle, y pasar a una situación peligrosa sin el respaldo adecuado generalmente resultará fatal.
Police Quest III: The Kindred
Sonny y Marie se casan tras la muerte de Bains. Promovido una vez más, Sonny ahora tiene que lidiar con el crimen desenfrenado cuando un cártel de drogas comienza a operar en Lytton y comienza a aparecer evidencia de un culto satánico. Cuando Marie es apuñalada en el estacionamiento de un centro comercial, el trabajo policial de Sonny se vuelve personal.
Sonny debe lidiar con un socio con ética cuestionable, así como encontrar patrones en el crimen para encontrar su próxima pista. La familia Bains también juega un papel en este juego.
Lanzado en 1991 para SCI versión 1, PQ3 está completamente controlado por mouse. Solo se lanzó para IBM PC y Amiga. Antes de completar este juego, Jim Walls había dejado Sierra por razones que aún no se han explicado públicamente, dejando a Jane Jensen para terminar el diálogo y los mensajes finales del juego. El fundador de SWAT, Daryl F. Gates , fue nombrado para hacerse cargo de la serie Police Quest, mientras que Walls, junto con varios ex empleados de Sierra, diseñarían Blue Force, un juego de aventuras similar a la serie Police Quest .

### Por Daryl F. Gates (PQ 4–6)
Los últimos juegos de la serie fueron diseñados por Tammy Dargan y producidos por el exjefe de LA Daryl Gates , con un estilo diferente tanto en la atmósfera como en el género. Al igual que la serie original de Jim Walls, Daryl Gates hace cameos en cada juego. Police Quest IV y V se convirtieron más tarde en la serie SWAT . A diferencia de los juegos anteriores de la serie, estos se enumeraron como Police Quest de Daryl F Gates , en lugar de ser una serie numerada (los títulos numerados todavía se usaban en el empaque y el material impreso incluido con los CD de compilación).

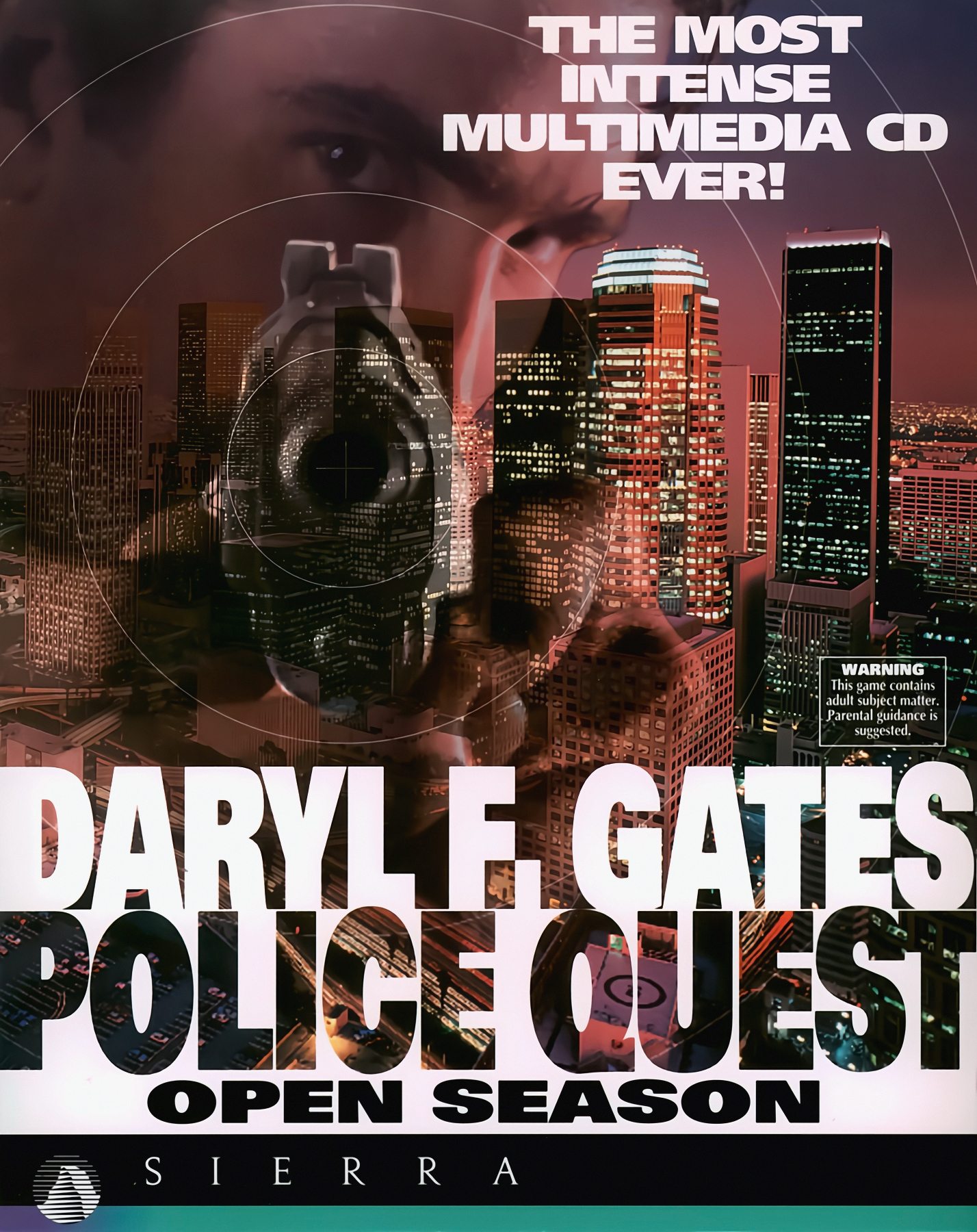
Police Quest: Open Season
El primer juego de Daryl F. Gates para Sierra se apartó completamente del estilo de los juegos anteriores. El protagonista ahora es John Carey; la acción ya no estaba en el ficticio Lytton, sino en Los Ángeles, California. Carey, un detective de homicidios del Departamento de Policía de Los Ángeles cuyo mejor amigo murió en el cumplimiento del deber, debe localizar a un asesino en serie en Los Ángeles.
Numerosos temas maduros se representan en el juego, incluidos los crímenes de odio, el neonazismo y los jóvenes involucrados en el crimen. Las imágenes gráficas dentro del juego también incluyen el cuerpo de un niño asesinado por la violencia de pandillas y una cabeza cortada en un refrigerador.
Usando SCI2, el juego reemplazó a los juegos anteriores con fotos escaneadas como fondos y actores en vivo filmados desde una pantalla verde como sprites de personajes. Fue lanzado en 1993, tanto para IBM PC como para Macintosh. El juego generalmente es incompatible con Windows 95 y ediciones posteriores; también puede bloquearse en ciertos puntos del juego, por ejemplo, en la galería de tiro. Sin embargo, esto se solucionó con el lanzamiento de la versión en CD con el instalador de Windows.
Este juego es el más "maduro" de la serie de juegos Police Quest; Si bien anteriormente solo era un elemento periférico, los temas del abuso de drogas, la corrupción policial y la violencia de las pandillas juegan un papel destacado en este juego. El procedimiento policial es un elemento menor en el juego, dejado de lado por el bien de la narración.
Police Quest: SWAT
Aunque el juego no se menciona como Police Quest V en la pantalla de título, se menciona como tal en varias otras ubicaciones del juego, incluidos los archivos, los créditos del juego y ciertas versiones del paquete cerca del código de barras y la documentación. Police Quest 5: SWAT se relanzó como parte de la segunda colección de Police Quest, y más tarde como parte de Police Quest: SWAT Force y SWAT Career Pack (que incluía los seis juegos de PQ) .
Police Quest: SWAT 2
Police Quest: SWAT 2 es el sexto y último juego de la serie original de Police Quest. Es un juego de estrategia en tiempo real que utiliza un motor de juego original. Conservó solo algunos elementos del juego de aventuras en forma de inventario y uso de algunos elementos de rompecabezas, como una pizza (para sacar a un sospechoso de una casa) y una interfaz similar (icono de mirar/buscar, icono de recogida/mano, icono de comunicación/conversación/desafío, etc.). Se le conoce como PQ6 en algunas ubicaciones, incluidos sus archivos. Sonny Bonds es uno de los agentes que el jugador puede emplear en el juego.

### Tiradores SWATen PC (SWAT 3-4)
Aunque la serie Police Quest continuó después de Open Season para dos juegos más, estos lanzamientos generaron la serie SWAT y la serie pasó a diferentes géneros de videojuegos.
- SWAT 3: Close Quarters Battle (2000) PC / Windows: tirador táctico
- SWAT: Urban Justice (2002—cancelado) PC / Windows
- SWAT 4 (2005) PC / Windows: tirador táctico

SWAT 3: Close Quarters Battle y SWAT 4 son juegos de disparos tácticos, los únicos juegos de ese tipo en la serie. SWAT 4 es el juego final de la serie completa de ocho juegos, aunque en este momento no tenía nada que ver con los juegos originales, con la excepción de un cameo de Marie Bonds en SWAT 3: Close Quarters Battle y Sonny Bonds como teniente de unidad en SWAT 4.
En este punto, ni Jim Walls ni Daryl Gates eran desarrolladores de la serie, aunque Gates era consultor en SWAT 3: Close Quarters Battle junto con el asesor Kenneth A. Thatcher de LAPD.
El primer juego SWAT, técnicamente Police Quest 5: SWAT, se relanzó más tarde como parte de Police Quest Collection Series (la segunda compilación de aventuras de Police Quest), y los seis juegos PQ se lanzaron como parte del SWAT Career Pack, la tercera colección de Police Quest de "serie completa". Los dos primeros se lanzaron en un paquete doble llamado Police Quest: SWAT Force y, más recientemente, en el paquete Police Quest: SWAT 1+2 en GOG. En el pasado, los primeros tres juegos SWAT se lanzaron en una compilación titulada Police Quest: SWAT Generation. Actualmente tanto SWAT 3 como SWAT 4 se venden por separado en GOG.
SWAT: Urban Justice fue un título de PC cancelado (2001/2002) originalmente destinado a ser la continuación de SWAT 3. Un huevo de Pascua para el juego cancelado se puede encontrar en SWAT 4.

### TítulosSWATde consola y móvil
Otros títulos SWAT incluyen:
- SWAT: Global Strike Team ( PS2 y Xbox ) (2003)

- SWAT Force (Móvil) (2006)
- SWAT: Target Liberty (PSP) (2007)
- SWAT Elite Troops (Mobile) (2008)

| 1987 | Police Quest                    |
| 1988 | Police Quest II                 |
| 1991 | Police Quest III                |
| 1993 | Police Quest: Open Season       |
| 1995 | Police Quest: SWAT              |
| 1998 | Police Quest: SWAT 2            |
| 1999 | SWAT 3: Close Quarters Battle   |
| 2002 | SWAT: Urban Justice (CANCELADO) |
| 2003 | SWAT: Global Strike Team        |
| 2005 | SWAT 4                          |
| 2006 | SWAT 4: The Stetchkov Syndicate |
| 2006 | SWAT Force                      |
| 2007 | SWAT: Target Liberty            |
| 2008 | SWAT Elite Troops               |

## Enlaces
- Portal:Police Quest. Contenido relacionado con Police Quest.
- A brief history of Police Quest
- Police Quest en MobyGames
- Police Quest en MobyGames
- Music of Police Quest
- Police Quest collection homepage

- Datos: Q1931674